# Uduba
Genre
Synonymes
- Calamistrula Dahl, 1901
- Marussenca Dahl, 1901

Uduba est un genre d'araignées aranéomorphes de la famille des Udubidae.

## Distribution
Les espèces de ce genre sont endémiques de Madagascar.

## Liste des espèces
Selon World Spider Catalog (version 23.5, 18/01/2023) :
- Uduba andriamihajai Griswold, Ubick, Ledford & Polotow, 2022
- Uduba balsama Griswold, Ubick, Ledford & Polotow, 2022
- Uduba barbarae Griswold, Ubick, Ledford & Polotow, 2022
- Uduba dahli Simon, 1903
- Uduba danielae Griswold, Ubick, Ledford & Polotow, 2022
- Uduba evanescens (Dahl, 1901)
- Uduba fandroana Griswold, Ubick, Ledford & Polotow, 2022
- Uduba fisheri Griswold, Ubick, Ledford & Polotow, 2022
- Uduba funerea Simon, 1906
- Uduba goodmani Griswold, Ubick, Ledford & Polotow, 2022
- Uduba hainteny Griswold, Ubick, Ledford & Polotow, 2022
- Uduba halabe Griswold, Ubick, Ledford & Polotow, 2022
- Uduba heliani Griswold, Ubick, Ledford & Polotow, 2022
- Uduba hiragasy Griswold, Ubick, Ledford & Polotow, 2022
- Uduba ibonia Griswold, Ubick, Ledford & Polotow, 2022
- Uduba ida Griswold, Ubick, Ledford & Polotow, 2022
- Uduba irwini Griswold, Ubick, Ledford & Polotow, 2022
- Uduba jayjay Griswold, Ubick, Ledford & Polotow, 2022
- Uduba kavanaughi Griswold, Ubick, Ledford & Poloto, 2022
- Uduba lakroa Griswold, Ubick, Ledford & Polotow, 2022
- Uduba lamba Griswold, Ubick, Ledford & Polotow, 2022
- Uduba lavitra Griswold, Ubick, Ledford & Polotow, 2022
- Uduba lehibekokoa Griswold, Ubick, Ledford & Polotow, 2022
- Uduba madagascariensis (Vinson, 1863)
- Uduba milamina Griswold, Ubick, Ledford & Polotow, 2022
- Uduba orona Griswold, Ubick, Ledford & Polotow, 2022
- Uduba platnicki Griswold, Ubick, Ledford & Polotow, 2022
- Uduba pseudoevanescens Griswold, Ubick, Ledford & Polotow, 2022
- Uduba rajery Griswold, Ubick, Ledford & Polotow, 2022
- Uduba rakotofrah Griswold, Ubick, Ledford & Polotow, 2022
- Uduba rakotozafy Griswold, Ubick, Ledford & Polotow, 2022
- Uduba rinha Griswold, Ubick, Ledford & Polotow, 2022
- Uduba salegy Griswold, Ubick, Ledford & Polotow, 2022
- Uduba sarotra Griswold, Ubick, Ledford & Polotow, 2022
- Uduba schlingeri Griswold, Ubick, Ledford & Polotow, 2022
- Uduba taralily Griswold, Ubick, Ledford & Polotow, 2022
- Uduba valiha Griswold, Ubick, Ledford & Polotow, 2022
- Uduba volana Griswold, Ubick, Ledford & Polotow, 2022
- Uduba woodae Griswold, Ubick, Ledford & Polotow, 2022

## Systématique et taxinomie
Ce genre a été décrit par Simon en 1880 dans les Drassidae. Il est placé dans les Zoropsidae par Simon en 1906, dans les Miturgidae par Lehtinen en 1967, dans les Zorocratidae par Griswold, Coddington, Platnick et Forster en 1999 puis dans les Udubidae par Polotow, Carmichael et Griswold  en 2015.
Marussenca a été placé en synonymie par Simon en 1903.
Calamistrula a été placé en synonymie par Polotow, Carmichael et Griswold  en 2015.

## Publication originale
- Simon, 1880 : « Révision de la famille des Sparassidae (Arachnides). » Actes de la Société Linnéenne de Bordeaux, vol. 34, p. 223-351 (texte intégral).